# Vuurbeker
De Vuurbeker (Engels: Goblet of Fire) is een magisch object uit de Harry Potterboekenreeks van de Britse schrijfster J.K. Rowling.
Het is een soort kelk waarin een vlam brandt. De Vuurbeker speelt een belangrijke rol in het boek: Harry Potter en de Vuurbeker, waarin hij voorkomt als een soort onpartijdige tussenschakel die beslist welke drie leerlingen hun school mogen vertegenwoordigen in het Toverschool Toernooi. Dit Toernooi wordt georganiseerd tussen drie internationale toverscholen: Zweinstein, Klammfels en Beauxbatons. Leerlingen die mee willen doen aan het Toernooi moeten hun naam op een briefje schrijven en het in de Beker stoppen. De Vuurbeker ontbrandt op elke vooravond van een Toverschool Toernooi en zal dan van elke school de meest geschikte kandidaat uitkiezen. Daarna zal hij doven en terug worden opgeborgen in een houten kist.
In Harry Potters vierde jaar is er uit veiligheidsoverwegingen een leeftijdsgrens rond de Vuurbeker aangelegd, die ervoor zorgt dat alleen leerlingen die ouder zijn dan zeventien jaar (dus meerderjarig in de toverwereld) aan het Toernooi kunnen deelnemen, zodat Harry Potter en andere leeftijdsgenoten in principe geen kans maken.
Toch wijst de Vuurbeker Harry aan als extra deelnemer. Er moet binnen de school bijgevolg iemand zijn die wil dat Harry meedoet aan het Toernooi, maar de reden is aanvankelijk niet bekend. Harry wordt verplicht gesteld om deel te nemen vanwege het "bindende magische contract" dat de Vuurbeker oplegt. Uiteindelijk bleek dat Bartolomeus Krenck Jr. Harry's naam in de Beker heeft gestopt om hem uiteindelijk naar Heer Voldemort te lokken.